# Часы мира (Берлин)
«Часы мира» («Часы мирового времени», нем. Weltzeituhr, также нем. Urania-Weltzeituhr) на Александерплац — достопримечательность в берлинском районе Митте, часы в форме колонны с ротондой, показывающие время в 146 населённых пунктах мира. Появились в 1969 году и сразу стали популярным местом встречи берлинцев и гостей города. С 2015 года «Часы мира» зарегистрированы как памятник архитектуры.

## История
Торжественная церемония открытия «Часов мира» состоялась 30 сентября 1969 года к 20-летию образования ГДР, отмечавшемуся 7 октября. «Часы мира» были призваны продемонстрировать преимущества социалистического модерна на реконструируемой площади Александерплац, ставшей в ГДР в четыре раза больше, чем до Второй мировой войны. К 20-летию образования ГДР была также сдана в эксплуатацию Берлинская телебашня.
Проект «Часов мира» был подготовлен дизайнером Эрихом Йоном, сотрудником проектной группы по реконструкции площади Александерплац и преподавателем промышленного дизайна в Берлинской высшей школе изобразительного и прикладного искусства. В команду, возводившую «Часы мира», входило около 120 специалистов в различных ремёслах. «Часы мира» возвели на месте снесённой в 1966 году погодной колонны «Урания», оборудованной метеорологическими инструментами, и первоначально проект часов назывался «колонна „Урания“ с часами мира».
Реставрация «Часов мира» в объединённой Германии была произведена в октябре-декабре 1997 года и обошлась в 350 тыс. немецких марок. В ходе этой реставрации были скорректированы географические названия Ленинград, Свердловск и Алма-Ата, добавлено ещё 20 населённых пунктов (в частности, Иерусалим и Тель-Авив) и скорректированы часовые зоны.